# كعب بن علقمة
أبو عبد الحميد كعب بن علقمة بن كعب بن عدي التنوخي المصري، من رواة الحديث. وكان أحد الثقات العلماء. توفي ما بين (121- 130هـ‍).

## روايته للحديث النبوي
- روى عن: أبي تميم الجيشاني، وسعيد بن المسيب، وعبد الرحمن بن شماسة، ومرثد بن عبد الله اليزني، وطائفة سواهم.
- وعنه: حيوة بن شريح، وسعيد بن أبي أيوب، والليث، وابن لهيعة، وغيرهم.
- الجرح والتعديل قال أبو حاتم بن حبان البستي: ذكره في الثقات. وقال ابن حجر العسقلاني: صدوق.[3]